# رانكوت
رانكوت هي مدينة من مدن هايتي. يبلغ عدد سكانها 18,197 نسمة وذلك حسب إحصائيات سنة 2003. يبلغ ارتفاع المدينة عن سطح البحر قرابة 512 متر.